# Jorge Anaya
Jorge Isaac Anaya (20. září 1926, Bahía Blanca – 9. ledna 2008, Buenos Aires) byl vrchním velitelem argentinského námořnictva během vojenské vlády. Vojenská vláda trvala v letech 1976 až 1983.
Dosáhl hodnosti admirála a byl jedním z těch, kteří prosazovali obsazení Falklandských ostrovů, což vedlo k ozbrojenému střetu s Velkou Británií. Během konfliktu schválil operaci Algeciras — neúspěšný pokus o sabotáž britských válečných plavidel v Gibraltaru.